# كأس أبطال الكؤوس الآسيوية 1994–95
كأس أبطال الكؤوس الآسيوية 1994–95 هو موسم من كأس أبطال الكؤوس الآسيوية. شارك فيه  20 فريقاً، وفاز فيه يوكوهاما فلوغلس.